# Талевичи
Талевичи (пол. Talewicz) — графский род.

## История рода
Род графов Талевичей происходит от ковенского помещика Фомы Талевича, утверждённого в дворянском достоинстве 24 января / 4 февраля 1799 года и внесённого в дворянскую Родословную книгу Ковенской губернии .
Грамотой Итальянского короля Виктора-Эммануила II от 9/21 февраля 1873 года член Casa di Lavoro титулярный советник Иосиф Талевич возведён с нисходящим его потомством в графское королевства Итальянского достоинство.
Именным Высочайшим указом Александра II от 2/14 августа 1875 года дозволено Иосифу Талевичу принять и носить означенный титул лишь в Италии.

## В истории Сан-Ремо
Один из графов Талевичей был связан с историей православного храма в Сан-Ремо, .

## Герб
Герба графов Талевич в Общем гербовнике нет. Польские роды Талевичей (пол. Talewicz) — гербов Лабендзь и Равич.